# Archontophoenicinae
Archontophoenicinae é uma subtribo botânica composta por quatro gêneros de palmeiras, ou seja, Archontophoenix de Queensland e Nova Gales do Sul e Actinokentia, Chambeyronia e Kentiopsis da Nova Caledônia. As relações filogenéticas entre os quatro gêneros não foram resolvidas.

## Descrição
As palmeiras desta subtribo são palmeiras de tamanho médio, com caules bem desenvolvidos e distintos e folhas estritamente pinadas com pecíolos geralmente curtos e maciços. As inflorescências são ramificadas em duas ou três ordens, sendo o profilo e as brácteas pendunculares semelhantes. A subtribo é homogênea em comparação com outras subtribos do Areceae. Todos os gêneros têm mais de seis estames. Os gêneros da Nova Caledônia têm anatomia foliar distinta e podem compartilhar um ancestral comum (Uhl e Dransfield 1987:367).